# Жаовине
Жаовине је насељено место у Босни и Херцеговини у општини Јајце. Административно припада Федерацији Босне и Херцеговине, односно њеном Средњобосанском кантону. Према попису становништва из 2013. у насељу је било 5 становника, а већинску популацију у насељу чинили су Бошњаци.

## Становништво
По последњем службеном попису становништва из 2013. године у насељу Жаовине живело је свега 5 становника, а село је пре рата било етнички хетерогено са мешовитом српско-муслиманском популацијом.
| Националност | 2013. | 1991.       | 1981.       | 1971.       |
| Бошњаци      | —     | 24 (53,33%) | 35 (64,81%) | 46 (46,46%) |
| Хрвати       | —     | 0           | 0           | 0           |
| Срби         | —     | 20 (44,44%) | 17 (31,48%) | 53 (53,54%) |
| Албанци      | —     | 0           | 2 (3,70%)   | 0           |
| остали       | —     | 1 (2,22%)   | 0           | 0           |
| Укупно       | 5     | 45          | 54          | 99          |